# Yamaha XT 350

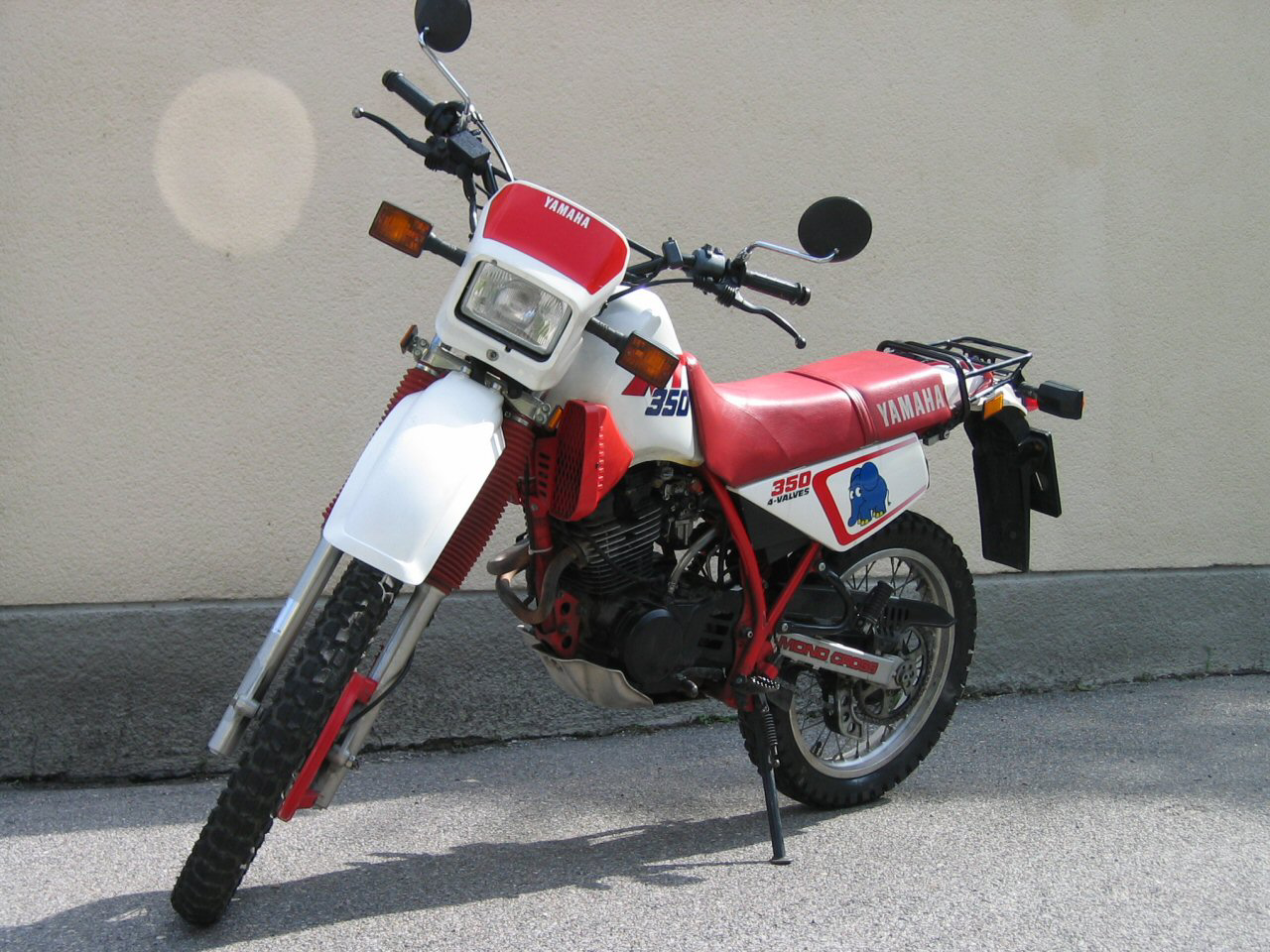
XT 350 55V, Baujahr 1989

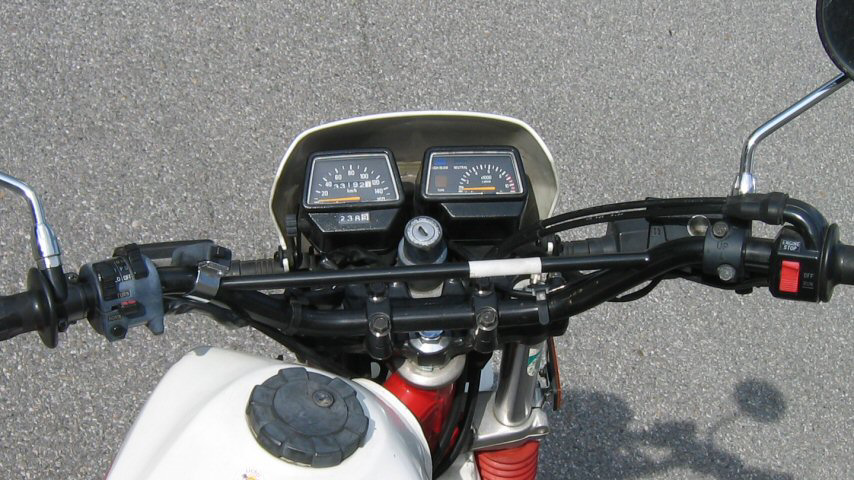
Armaturen der XT 350

Die XT 350 ist eine Enduro (Motorrad) aus der XT-Serie des japanischen Motorradherstellers Yamaha.

## Geschichte
Sie wurde von 1985 bis ins Jahr 2000 weitgehend unverändert gebaut, lediglich die Leistung wurde 1991 wegen neuer Geräusch- und Abgasvorschriften durch Drosselbleche im Ansaugtrakt auf 13 kW reduziert. Die XT 350 ist leichter als eine XT 600, jedoch von der Bauart her ähnlich (Monocross-Federung, Sitzposition). Durch das geringe Gewicht ist sie für Geländeeinsätze gut geeignet, hat aber auch mit weiten Reisen keine Probleme. Durch leichtere Modifikationen lässt sich eine XT 350 auch für Endurorennen (GCC, 3h-Enduros usw.) einsetzen. Durch andere Federelemente sind auch Ausflüge auf Motocross-Strecken machbar, lediglich weite und harte Sprünge sind bauartbedingt für das Fahrwerk unzuträglich. Die Stärke liegt  im Enduro-Bereich, da der Motor gutmütig ist und über ein breites nutzbares Drehzahlband verfügt.
In Deutschland wurde sie bis 1996 verkauft, in den USA und Australien bis 2000. Aufgrund ihrer Zuverlässigkeit wird die XT 350 z. B. in Finnland immer noch beim Militär eingesetzt. Als 250 cm³-Version ist die XT 350 aufgrund anderer Motorradklassen auch in Griechenland erhältlich gewesen (nicht zu verwechseln mit der „echten“ XT 250, welche als kleiner Ableger der XT 500 zu sehen ist).
Der Motor wurde mit leichten Modifikationen (Vergaser und Ventile) auch in der Yamaha TT 350 verbaut, die mit besserem Fahrwerk, minimaler Ausstattung und Ein-Mann-Zulassung die sportlichere Variante ist.

## Technische Daten
- Luftgekühlter Viertakt-Motor, vier Ventile
- Hubraum: 346 cm³ – 86,0 mm × 59,6 mm (Bohrung/Hub)
- Verdichtung: 9:1
- Leistung: 20 kW bei 7500/min (13 kW bei 7000/min gedrosselt)
- Drehmoment: 27,8 Nm bei 6500/min (21 Nm bei 4480/min gedrosselt)
- Getriebe: sechs Gänge, manuell fußgeschaltet
- Bremse: Einkolbenscheibenbremse vorne und Trommelbremse hinten
- Kettenantrieb
- Kickstarter
- Höchstgeschwindigkeit: 141 km/h (116 km/h gedrosselt)
- Zwei Typen: 55V (1985–1991) und 3YT (1991–2000)
- Leergewicht: 140 kg
- Höchstes zulässiges Gesamtgewicht: 320 kg (180 kg Zuladung)
- Zulassung für zwei Personen